# 가죽

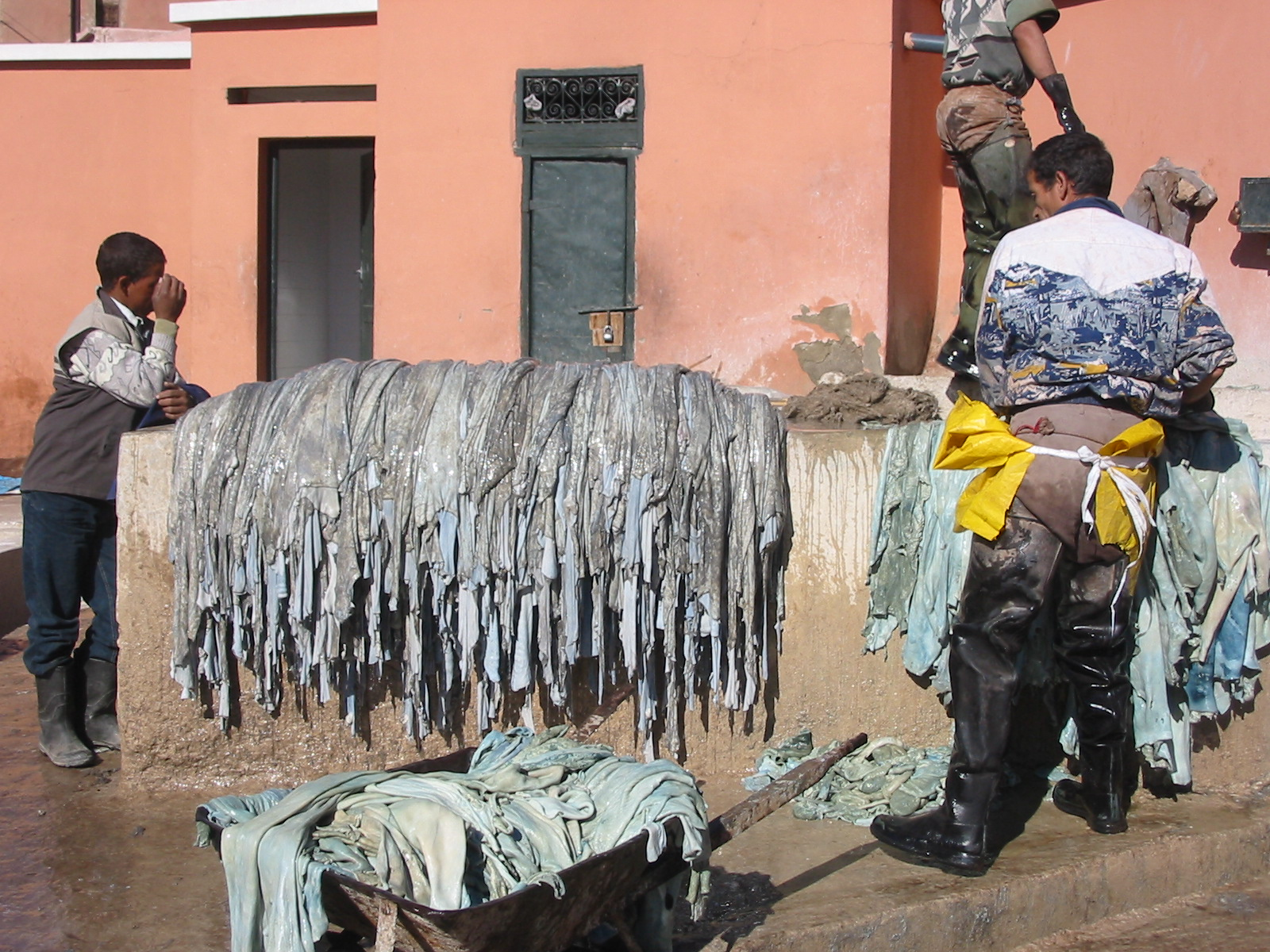

가죽은 동물의 피부를 인간이 사용하기 위해 벗겨낸 것이다. 가죽은 염소, 양, 사슴, 돼지, 물고기, 악어, 뱀 등 작은 동물의 피부를 의미한다. 일반적인 상업용 가죽에는 소 및 기타 가축 동물의 가죽, 사슴 가죽, 악어 가죽 및 뱀 가죽이 포함된다. 모두 신발, 옷, 가죽 가방, 벨트, 기타 패션 액세서리에 사용된다. 가죽은 자동차, 실내 장식, 실내 장식, 말 압정 및 마구에도 사용된다. 때때로 가죽은 여전히 사냥을 통해 수집되어 국내 또는 장인 수준에서 가공되지만 대부분의 가죽 제조는 이제 산업화되고 대규모화된다. 이를 위해 다양한 탄닌이 사용된다. 가죽은 개나 다른 애완동물을 위한 가공된 씹는 재료로도 사용된다.

## 이용
오늘날 가죽은 옷, 특히 코트나 신발, 가방에 주로 사용된다. 제본 시에도 사용된다.
전통적인 수많은 북, 특히 판데이로와 같은 하드 드럼은 천연 가죽을 사용하여 제조되고 있다. 가죽의 영어 낱말은 hide이며, 이는 드럼셋을 가리키는 속어로 사용된다.
돼지의 가죽은 음식 등의 목적으로 돼지 껍데기로 가공된다.
토끼의 털은 모자, 코트, 장갑 내벽에 사용된다.

## 비판
동물 권리 운동가들은 일반적으로 인간의 옷에 동물 가죽을 사용하는 것에 반대한다. 항의 형태는 PETA의 "모피를 입느니 차라리 벗고 싶다" 캠페인부터 다양하지만, 혈액을 모방한 빨간색 페인트로 모피를 손상시키는 등 더 충격적이고 올바른 행동은 "밍크가 아닌 잉크" 캠페인처럼 수위가 낮아졌다. 육류/모피/가죽 산업에 대한 방해 및 침입도 사용되며, 그러한 회사와 경우에 따라 방화 및 폭행을 포함하는 사냥꾼에 대한 개인 캠페인으로 확장된다.

## 같이 보기
- 생가죽
- 피혁
- 박제
- 털